# Maratona aquática no Campeonato Europeu de Esportes Aquáticos de 2018 - 10 km feminino
Os 10 km da maratona aquática feminina da maratona aquática no Campeonato Europeu de Esportes Aquáticos de 2018 ocorreu no dia 9 de agosto no no lago Loch Lomond, em Luss no Reino Unido. 

## Calendário
| Fase  | Data        | Hora  |
| ----- | ----------- | ----- |
| Final | 9 de agosto | 09:30 |

Todos os horários estão no horário local (UTC+0)

## Medalhistas
| Ouro                        | Prata                      | Bronze                |
| Sharon van Rouwendaal (NED) | Giulia Gabrielleschi (ITA) | Esmee Vermeulen (NED) |

## Resultados
Esses foram os resultados da competição. 
| Pos.              | Nadadora                | Nacionalidade | Tempo           |
| ----------------- | ----------------------- | ------------- | --------------- |
| Medalha de ouro   | Sharon van Rouwendaal   | Países Baixos | 1:54:45.7       |
| Medalha de prata  | Giulia Gabrielleschi    | Itália        | 1:54:53.0       |
| Medalha de bronze | Esmee Vermeulen         | Países Baixos | 1:55:27.4       |
| 4                 | Rachele Bruni           | Itália        | 1:55:40.6       |
| 5                 | Finnia Wunram           | Alemanha      | 1:56:26.5       |
| 6                 | Lara Grangeon           | França        | 1:57:22.0       |
| 7                 | Lisa Pou                | França        | 1:57:22.8       |
| 8                 | Arianna Bridi           | Itália        | 1:57:27.1       |
| 9                 | Leonie Beck             | Alemanha      | 1:57:32.6       |
| 10                | Paula Ruiz Bravo        | Espanha       | 1:57:43.2       |
| 11                | Anna Olasz              | Hungria       | 1:57:43.8       |
| 12                | Alice Dearing           | Reino Unido   | 1:58:39.3       |
| 13                | Sofia Kolesnikova       | Rússia        | 1:58:41.3       |
| 14                | Jazmin Carlin           | Reino Unido   | 1:58:46.0       |
| 15                | Danielle Huskisson      | Reino Unido   | 1:59:37.3       |
| 16                | Adeline Furst           | França        | 1:59:37.5       |
| 17                | Alena Benešová          | Chéquia       | 2:00:49.2       |
| 18                | Onon Sömenek            | Hungria       | 2:02:12.4       |
| 19                | Špela Perše             | Eslovênia     | 2:02:21.9       |
| 20                | Melinda Novoszáth       | Hungria       | 2:02:28.9       |
| 21                | Jeannette Spiwoks       | Alemanha      | 2:02:29.0       |
| 22                | María de Valdés Álvarez | Espanha       | 2:02:42.9       |
| 23                | Lenka Štěrbová          | Chéquia       | 2:04:22.9       |
| 24                | Eden Girloanta          | Israel        | 2:04:24.0       |
| 25                | Anastasiya Krapyvina    | Rússia        | 2:05:46.9       |
| 26                | Krystyna Panchishko     | Ucrânia       | 2:09:45.0       |
| 27                | Carmen Mikušová         | Eslováquia    | 2:10:01.5       |
| 28                | Lucija Aralica          | Croácia       | 2:15:38.3       |
| —                 | Kalliopi Araouzou       | Grécia        | Não finalizaram |
| —                 | Angélica André          | Portugal      | Não finalizaram |
| —                 | Mariia Novikova         | Rússia        | DSQ             |